# Ferenc Szálasi
Ferenc Szálasi (pronuncia ungherese: /ˈfɛrɛnʦ ˈsaːlɒʃi/; Košice, 6 gennaio 1897 – Budapest, 12 marzo 1946) è stato un politico e militare ungherese, che guidò l'Ungheria durante parte della seconda guerra mondiale come comandante supremo delle forze armate e capo del Partito delle Croci Frecciate - Movimento Ungarista.

## Biografia
Il padre di Szálasi, Ferenc Szálasi senior, era stato un ufficiale di fanteria, andato in pensione col grado di capitano. Di cinque figli che ebbe, ne indirizzò quattro alla carriera militare. Tra questi, Ferenc Szálasi junior terminò le otto classi del realginnasio militare, poi frequentò l'imperial-regia accademia ufficiali; dopo la grande guerra frequentò l'accademia dello stato maggiore, chiamata Scuola di Guerra. Fu questo il suo titolo di studio più alto; ma il suo esame più importante fu quello da ufficiale di stato maggiore e il suo grado militare più elevato fu il grado di maggiore del Corpo di stato maggiore.
Nel 1925 Szálasi entra nell'esercito ungherese e nel 1933 raggiunge il rango di maggiore. In questi anni rimase affascinato dalla politica: le personalità magiare alle quali si ispirò furono il defunto vescovo Ottokár Prohászka e il primo ministro Gyula Gömbös. Tra i capi stranieri, per lui le personalità esemplari furono Benito Mussolini e Adolf Hitler. Szálasi ammirò molto anche Corneliu Zelea Codreanu, con cui si incontrò intorno al 1937.

### L'ingresso in politica
Sostenitore dell'espansione militare dell'Ungheria, lasciò definitivamente l'esercito nel 1935 per intraprendere la carriera politica. Entrò nel partito nazionalista, che era impopolare tra l'elettorato. Quell'anno egli fondò il Partito della Volontà Nazionale (Nemzeti Akarat Párt), che ebbe come sigla l'acrostico NAP (in ungherese: Sole), scritto coi caratteri "runici" siculo-magiari. La formazione fu poi ridenominata Partito delle Croci Frecciate e si contrappose al partito governativo, il Partito di Unità Nazionale (Nemzeti Egység Párt - NEP).
In seguito Szálasi si opporrà all'appropriazione dell'emblema del suo partito da parte di altri gruppi nazionalsocialisti. Il partito fondato da Szálasi diventa dunque la principale forza politica d'opposizione: sono le Camicie Verdi a portare il popolo nelle piazze, a controllare i sindacati operai e ad organizzare gli scioperi. La sinistra perde consensi politici ed è praticamente abbandonata dalle masse operaie e contadine, che si lasciano attrarre dal populismo dell'estrema destra: se alle elezioni parziali del 1936 il NEP ottiene un migliaio di voti su 12.000, nel 1937 i militanti del nuovo movimento arrivano a ventimila.

#### Scioglimento del partito ed il carcere
Nell'aprile 1937 il governo Darányi decreta lo scioglimento del Partito della Volontà Nazionale, mentre Szálasi viene condannato a tre mesi di reclusione per avere svolto propaganda antisemita. Qualche mese dopo, però, le Camicie Verdi danno vita al Partito Nazionale Socialista (Nemzeti Szocialista Párt), che in breve tempo giunge a contare centomila iscritti. Alla fine dell'anno, il nuovo partito lancia la campagna "Szálasi '38": che nel 1938 debba vedere il capo nazionalsocialista al governo appare abbastanza probabile e non solo perché il suo più stretto collaboratore, Kálmán Hubay, ha battuto il candidato governativo in un'elezione parziale, ma soprattutto per il vasto consenso di cui godono le Camicie Verdi in tutto il paese.

### Il partito Crocefalcato
Più tardi sorsero altre insegne ed emblemi, soprattutto nelle frazioni crocefrecciate e nazionalsocialiste. Il "poeta e guida del popolo" Zoltán Böszörményi fondò il Partito Nazionalsocialista Crocefalcato (Kaszáskeresztes Nemzetiszocialista Párt). Il partito dei "crocefalcati" o "falcati" aveva come emblema quattro falci disposte a formare una croce uncinata, con una testa di morto al centro. L'uso di questo emblema alludeva contemporaneamente all'orientamento "rurale" del partito e alla morte che esso minacciava ai nemici. Altre iniziative partitiche frazionistiche si accompagnarono all'uso della croce coi bracci a forma di clave, sicché si ebbero anche le "croci clavate" o "clavigeri".
Per lo più, le formazioni nazionalsocialiste ungheresi si basavano su un'ibridazione di posizioni desunte dal nazionalsocialismo tedesco prima e dal fascismo italiano poi. I partiti del conte Sándor Festetics, di Zoltán Meskó e del conte Fidél Pálffy, però, non erano organismi fondati su un'imitazione o su imitazioni incrociate, ma potevano essere considerati come adattamenti ungheresi del nazionalsocialismo, adattamenti autonomi anche sotto il profilo ideologico. Nel 1935 Szálasi fece un significativo passo avanti, sotto ogni punto di vista: diede vita non a un puro e semplice adattamento ungherese del nazionalsocialismo, ma a un nazionalsocialismo ungherese autonomo e sovrano, l'ungarismo.

### Nuovo arresto
Il Reggente Horthy, allarmato sia dal successo nazionalsocialista sia dagli sviluppi della politica europea (in seguito all'Anschluss, l'Ungheria ha il Terzo Reich sul confine occidentale), ritiene che fosse il momento di reagire. Licenzia il presidente Kálmán Darányi e affida a Béla Imrédy, allora in fama di anglofilia, l'incarico di formare un governo che abbia come compito prioritario la repressione del movimento nazionalsocialista.
II nuovo primo ministro emette immediatamente un decreto, il nº 3400, che vieta ai dipendenti statali l'iscrizione ai partiti politici; la norma intende colpire il Partito Nazionale Socialista, che ha moltissimi militanti nell'amministrazione pubblica e nell'esercito. Poco dopo, la polizia segreta diffonde dei volantini che inneggiano a Szálasi e insultano Horthy ("Rebecca, fuori dal Castello!"); il capo nazionalsocialista è arrestato, processato e condannato a tre anni di carcere per aver diffuso «letteratura sovversiva». Seguono alcune dimostrazioni di protesta, alle quali il governo risponde mettendo al bando il Partito Nazionale Socialista.

### Le Croci Frecciate
Kálmán Hubay lo ricostituisce sotto il nome di Partito Ungarista (Hungarista Párt); il nuovo primo ministro, il conte Teleki, scioglie anche questo, ma Hubay fa nascere il Partito della Croce Frecciata (Nyilas Keresztes Párt). Tra provvedimenti repressivi di vario genere (censure, sequestri, confische, perquisizioni, arresti) si arriva al maggio 1939. Alle elezioni per il rinnovo del Parlamento, il partito croce-frecciato sfonda a destra e a sinistra, diventando il secondo partito del paese: su due milioni di voti ne ottiene 750.000, anche se dei 259 seggi gliene vengono attribuiti solo 31. Il numero degli iscritti al partito raddoppia e tocca le duecentomila unità, nonostante le intimidazioni governative e i massicci arresti di militanti.
Tuttavia, durante il periodo della carcerazione di Szálasi, nel partito crocefrecciato si verificano contrasti tra la «destra» e la «sinistra». «Al fine di controbilanciare l'influenza dei sinistri», Hubay manovra per fondere il Partito della Croce Frecciata con altri partiti dell'estrema destra. Nell'operazione s'inserisce l'ex primo ministro Béla Imrédy], il quale, venutosi a trovare isolato nel partito governativo in seguito al rafforzamento di Teleki, ha fondato con altri ventisei deputati il Partito del Rinnovamento Ungherese (Magyar Megújulás Pártja), che si dichiara fascista e filo-tedesco. Hubay e Imrédy intendono dunque dar vita a una vasta coalizione governativa attestata su posizioni di estrema destra. Intanto gli elementi più radicali progettano un'azione rivoluzionaria per liberare con la forza il capo del partito, Ferenc Szálasi, assassinare il Ministro dell'Interno Ferenc Keresztes-Fischer e costringere Horthy ad affidare a Szálasi il potere dello Stato.
Il piano però viene scoperto e sedici dei ventitré imputati sono condannati, per alto tradimento, all'ergastolo e a pene detentive. Nel settembre del 1940, quando viene scarcerato, Szálasi si oppone decisamente al disegno di Hubay di realizzare ulteriori aggregazioni a destra. Inizia però il declino delle crocifrecciate, determinato dalle misure anti-ebraiche del governo e dall'adesione dell'Ungheria al Patto Tripartito.

### Il conflitto
Già alla fine del 1940 essi pensano di mandare in Occidente un loro uomo, che fondi un Comitato Ungherese all'estero e predisponga il terreno per il trasferimento di Horthy a Londra e la formazione di un governo in esilio. Per quanto riguarda le attività belliche, l'Ungheria intensifica il proprio disimpegno, «ritirando le sue truppe dal fronte russo, non abbattendo gli aerei nemici che sorvolavano il suo territorio, dando addirittura asilo a prigionieri inglesi ed americani fuggiti dai campi di concentramento tedeschi».
Nel 1943, quando la guerra cominciò a rivelarsi sfavorevole per l'Asse e per i suoi alleati, il Reggente d'Ungheria Miklós Horthy e il suo primo ministro Miklós Kállay cominciarono a tastare il terreno presso gli Alleati occidentali per vedere in che modo l'Ungheria potesse "saltar fuori" dal conflitto, ma in modo da non finire sotto l'egemonia sovietica e possibilmente in modo da non doversi scontrare con il Grande Reich germanico.

#### Trattative segrete con gli Alleati
Gli Alleati occidentali erano abbastanza riservati; prima rivolsero a malapena la parola agli inviati ungheresi; poi, nel 1944, fecero sapere agli Ungheresi, in maniera sempre più netta, che si poteva prendere in considerazione solo una capitolazione incondizionata; diversamente, l'Ungheria avrebbe dovuto offrire la propria resa direttamente ai Sovietici. (I Tedeschi vennero subito a conoscenza di tutte le trattative, in ogni particolare e nel modo più esatto possibile).
Dopo la metà del marzo 1944, il Reggente Horthy ricevette da Hitler un invito pressante a recarsi nella sua residenza al castello di Klessheim. Dissuaso da alcuni e sollecitato da altri, il Reggente, benché recalcitrante, accolse l'invito e andò dal Führer. Dopo la cortese accoglienza, Hitler comunicò al Reggente di esser venuto a conoscenza del comportamento da traditore di Kállay e per questo doveva lasciare immediatamente l'incarico. Hitler decise di inviare provvisoriamente in Ungheria delle truppe che ristabilissero l'ordine, incoraggiassero a una più accentuata partecipazione alla guerra e mettessero al sicuro l'Ungheria - direttamente - e il Reich - indirettamente.

#### Truppe tedesche in Ungheria

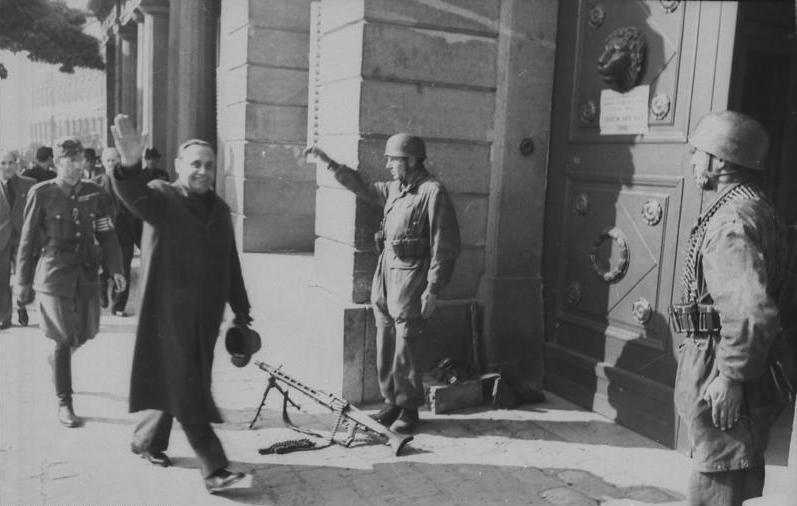
Szálasi di fronte al Ministero della Difesa, Budapest, ottobre 1944

Tra il 19 marzo 1944 e il 15 aprile 1945 non si poté neanche parlare di un'occupazione militare tedesca dell'Ungheria, ma solo di una presenza militare dell'alleato tedesco. A Miklós Kállay succedette il tenente generale in congedo Döme Sztójay, già ambasciatore a Berlino, che godeva della fiducia sia del Reggente sia dei tedeschi. Acquisita la certezza che gli Alleati occidentali avrebbero riconosciuto solo ed esclusivamente la resa incondizionata davanti all'URSS, il governo ungherese cominciò a prendere in esame le possibilità di un contatto coi sovietici. Il 24 agosto 1944 Döme Sztójay fu costretto alle dimissioni.
Il nuovo primo ministro fu il generale comandante di corpo d'armata Béla Lakatos. Nel frattempo il Reggente aveva ricevuto un paio di volte Ferenc Szálasi, il quale capì di essere vicini alla capitolazione. Szálasi, i dirigenti e la totalità dei militanti del Partito Crocefrecciato - Movimento Ungarista decisero di impedire con ogni mezzo la capitolazione. Per iniziativa di Szálasi, si formò in seno al Parlamento l'Alleanza Nazionale Legislativa, che raggruppava tutti i risoluti difensori della lealtà dell'Ungheria nei confronti del Reich. Alla Camera Alta, questa presa di posizione fu condivisa anche dai duchi e granduchi di Absburgo Lorena.

#### Trattative segrete con i sovietici
Nell'ottobre del 1944 il Reggente mandò una delegazione dai sovietici, per trattare l'armistizio: era stato stabilito che l'Ungheria non poteva fissare nessuna condizione, ma si impegnava a deporre le armi per poi impugnarle di nuovo rivolgendole contro il Reich.
Mentre la delegazione era nel bel mezzo delle trattative, il Reggente si decise a compiere il passo finale. Il 15 ottobre fece leggere alla radio un proclama, in cui si dichiarava che l'alleanza militare coi Tedeschi veniva a cessare e che si dava l'avvio a trattative di armistizio. I nazisti intrapresero subito una serie di contromisure, sul piano diplomatico, poliziesco e militare. A tali azioni si associarono subito, armi in pugno, i militanti crocefrecciati; con loro, altri armati, come gli uomini della Alleanza Cameratesca del Fronte Orientale (Keleti Arcvonal Bajtársi Szövetség).

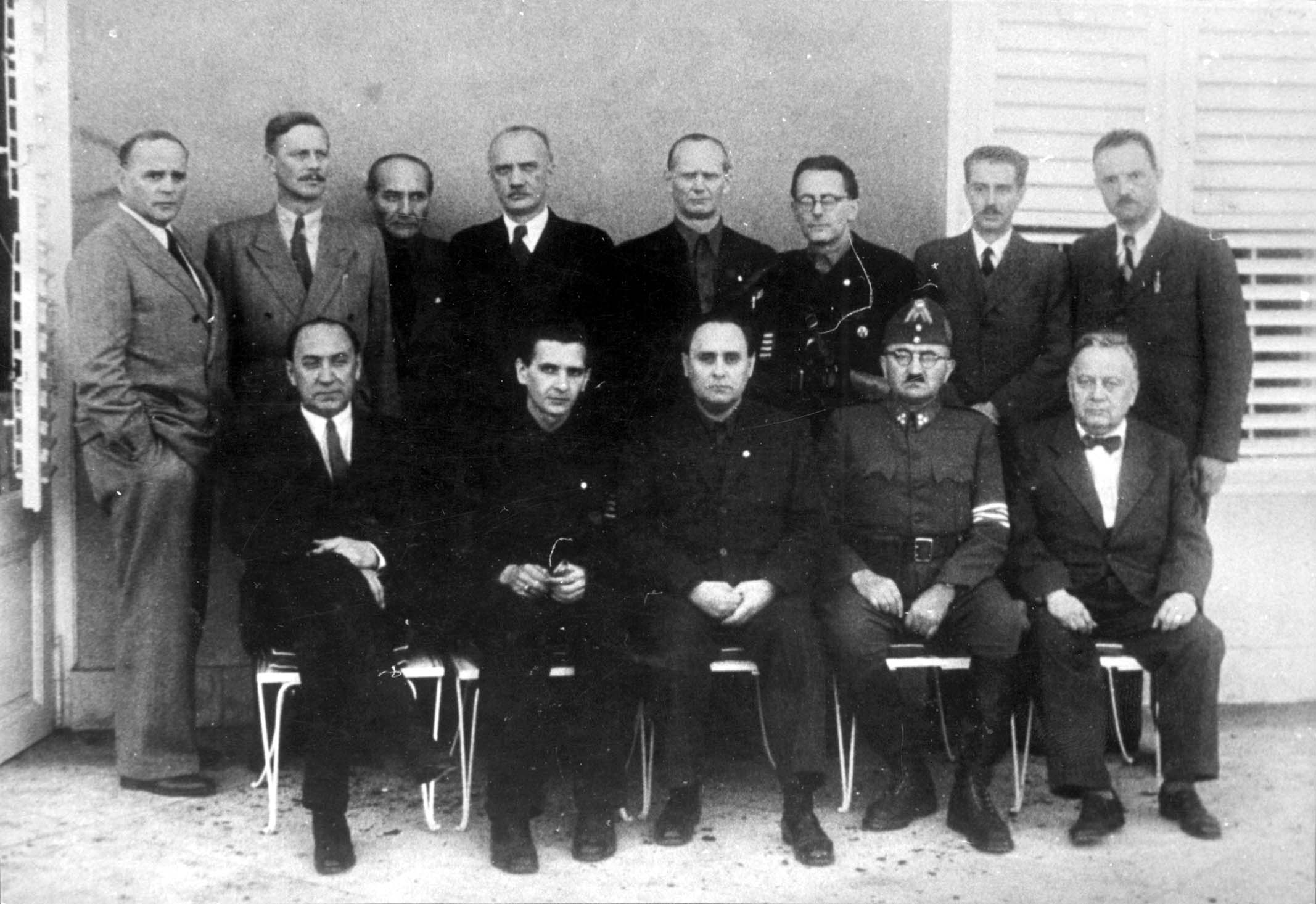
I ministri del governo del Partito delle Croci Frecciate. Ferenc Szálasi siede nella fila anteriore, in mezzo.

### Capo di governo
Adolf Hitler era ormai giunto alla conclusione che solo Ferenc Szálasi potesse diventare capo dello Stato e del governo: solo lui disponeva di un gran numero di uomini armati e il suo partito era il più popolare e il più forte. Ferenc Szálasi chiese a Horthy di nominarlo primo ministro e di rassegnare le dimissioni: il 16 ottobre 1944, Horthy acconsentì a nominare Ferenc Szálasi primo ministro e quindi a dare le dimissioni. Szálasi rimase in carica sino al termine della seconda guerra mondiale.

### Condanna a morte
Il 5 maggio 1945 Szálasi venne fatto prigioniero dagli statunitensi, che lo portarono ad Augusta. Il 18 settembre venne trasferito in un campo di concentramento a sud di Salisburgo, il Marcus Camp. Il 3 ottobre venne imbarcato su un Douglas dell'esercito statunitense insieme con una decina di uomini politici ungheresi: Béla Imrédy, László Bárdossy, Lajos Reményi-Schneller, Vilmos Hellenbronth, Ernő Gömbös, Andor Jaross, Jenő Szöllősi, László Endre, Antal Kunder, Ferenc Kassai-Schallmayer, Döme Sztójay con destinazione Ungheria, ove li attendeva il processo per crimini di guerra.
Il governo ungherese era quello provvisorio presieduto dal generale Béla Miklós; nel mese successivo, il 15 novembre 1945, si formò il primo governo di coalizione dei partiti democratici, presieduto dal pastore riformato Zoltán Tildy (Partito dei Piccoli Proprietari). Quei primi undici imputati furono portati al n. 60 della via Andrássy, nello stesso edificio che precedentemente era stato la Casa della Fedeltà, sede centrale del Partito Crocefrecciato. Nel sotterraneo vennero ricavate delle celle, dove i prigionieri furono rinchiusi sotto stretta vigilanza.
Il processo contro Ferenc Szálasi e un primo gruppo di imputati (Gábor Vajna, Jenő Szöllősi, Sándor Csia, József Gera, Gábor Kemény, Károly Beregfy) cominciò il 5 febbraio 1946. La corte, presieduta da Péter Jankó era composta dai rappresentanti dei principali partiti magiari. La funzione di pubblico ministero era svolta da László Frank. Szálasi fu condannato a morte e impiccato il 12 marzo nel cortile del carcere di via Markó. Lo precedettero sul patibolo, quello stesso giorno, Gera, Beregfy e Vajna, e il 19 marzo lo seguirono Kemény, Csia e Szöllősi.

## Il pensiero politico: ungarismo
Il termine "ungarismo" era stato usato per la prima volta, nella sua accezione politica, da una personalità di grande influenza pubblica: il già menzionato Ottokár Prohászka, vescovo di Székesfehérvár. L'Ungarismo, se vogliamo tradurre il concetto, non significa semplicemente "magiarismo" ma piuttosto "idea ungherese d'impero" e combina tale concetto con un nazionalsocialismo autonomo e propriamente ungherese. Da una parte Szálasi mirò alla formazione di un nazionalsocialismo propriamente ungherese, dall'altra volle far nascere un fascismo quasi propriamente ungherese.
Ad esempio, l'ungarismo era qualificabile come razzista in misura inferiore rispetto al nazionalsocialismo tedesco, ma era un po' più vicino al razzismo di quanto non lo fosse il fascismo italiano. Ferenc Szálasi diede all'Ungarismo l'idea del "conazionalismo", un'idea comunitaria che si distingue sia dalla concezione esclusivamente nazionale (nazionalismo) sia dalla concezione internazionale (internazionalismo). Il conazionalismo da una parte costituisce un'affermazione del concetto di comunità plurinazionale, dall'altra la perfetta cooperazione dei nazionalismi, un nazionalismo, per così dire, comune, solidale e disposto alla collaborazione.
Ferenc Szálasi chiamò "personalità popolari" le nazionalità disposte a collaborare in modo positivo e con qualificazioni valutabili entro il quadro della nazione e nell'interesse della nazione. (Né la popolazione ebraica d'Ungheria né la popolazione zingara vivente in Ungheria furono considerate realtà etniche costituenti "personalità popolari").
Ferenc Szálasi sperava che il mondo, dopo una conclusione vittoriosa della seconda guerra mondiale, sarebbe stato ordinato dal Grande Reich germanico, dall'Italia e dal Giappone e che gli alleati del Tripartito - tra cui l'Ungheria, il popolo ungherese come popolo guida dell'Europa centro-sud-orientale - avrebbero partecipato a questo riordinamento concernente la sorte del mondo; gli alleati del Tripartito, tra i quali l'Ungheria, avrebbero avuto un ruolo di primo piano a livello regionale. Szálasi era disposto alla più stretta alleanza, collaborazione e convivenza postbellica tra Grande Reich germanico e Ungheria; ma non avrebbe mai accettato un'incorporazione dell'Ungheria nel Reich come una sua provincia, e ciò in contrasto con alcuni nazionalsocialisti ungheresi che non solo ritenevano verosimile, ma addirittura auspicavano, la realizzazione di un "Gau-Ungarn" in seguito alla guerra vittoriosa.

## Mussolini ed Hitler
Ferenc Szálasi stimava sia Benito Mussolini sia Adolf Hitler, ma più il primo del secondo. Verso la fine della guerra i Tedeschi adottarono alcune misure che ferirono la dignità di Szálasi nella sua qualità di capo supremo dell'esercito; fu allora che egli si rivolse a Hitler con una lettera di vibrante protesta. In genere, non tollerò mai il minimo tentativo di diminuire il rango dell'Ungheria.
La grande stima che Szálasi ebbe per Hitler venne a cadere nel momento in cui, in carcere, apprese che il Führer si era tolto volontariamente la vita. Sembra che in conseguenza di ciò una profonda disistima abbia intaccato l'ammirazione precedente: se non in misura totale, certo in modo definitivo.